# Ivanja Reka
Ivanja Reka Zágráb városrésze, egykor Dugo Selo község egyik települése Horvátországban, a főváros délkeleti részén. Ma Zágráb Peščenica-Žitnjak városnegyedéhez tartozik.

## Fekvése
Zágráb városközpontjától légvonalban 11, közúton 14 km-re keletre, az A3-as és A4-es autópályák csomópontja mellett nyugatra, a Száva északi partjának közelében fekszik. 

## Története
A települést 1217-ben említik először, Resnik településsel együtt, ahol akkoriban egy nagy plébániatemplom volt, és amelyhez Ivanje Reka későbbi története is kapcsolódik. A település neve feltehetően az Ivan személynév és a közeli Száva folyó nevének származékából ered, amelyet az akkori lakosok csak Rekának (rijeka = folyó) neveztek. Különböző régi dokumentumokban az Ivanja Reka nevet többféle formában említik: „Iuanyreka”, „Ivanjorieka”, „Ivanjoreka”, „Ivanjo Reka” változatokban, de a név mindegyik formája ugyanarra a névre megy vissza. Ivanja Reka kezdetben egy kis település volt 20-30 családdal, ami 100-150 lakost jelentett. A zágrábi káptalan jobbágyai éltek itt. A 18. és 19. században megkezdődött az erdőirtás és ennek nyomán fejlődött az állattenyésztés, a népesség pedig növekedni kezdett.
A második világháború után és különösen 1968-tól kezdve megindult a lakosok intenzív bevándorlása a volt Jugoszlávia területeiről az ország ipari központjaiba, így Zágrábba is. A sok bevándorló elsősorban Zágráb közelsége miatt kezdett letelepedni Ivanja Rekában, melyben nagy szerepet játszott, hogy ezeknek az embereknek a többsége Zágrábban talált munkát. Az infrastruktúra hiánya miatt (víz, villany, csatornázás, aszfalt, telefonhálózat) az Ivanja Reka területén fekvő földterületek ára kedvező volt a megvásárláshoz és mint ilyen hozzáférhető volt azoknak a dolgozó családoknak, akik úgy döntöttek, hogy Zágrábban élnek.
A betelepülésnek köszönhetően a népesség demográfiai és szakmai összetétele megváltozott. Ivanja Reka többé már nem számított mezőgazdasági településnek, és ma már kevés család foglalkozik mezőgazdasággal. Ezzel csak azok a családok foglalkoznak, akik földterületeiket őseiktől örökölték és mezőgazdasági tevékenységet folytatnak fő, vagy mellékes jövedelemforrásként. Az infrastruktúra bevezetése tovább javította az életminőséget és elősegítette a település további fejlődését. A település közlekedése ma nagyon jól kapcsolódik Zágráb városához, mivel az A3-as (Bregana – Zágráb – Lipovac) és az A4-es (Goričan – Zágráb) autópályák találkozásánál található. A 2001-es népszámlálás szerint Ivanja Rekán 524 családi háztartásában 1783 lakos élt. 2011-ben 1800 lakosa volt.

## Népessége
| Lakosság változása | Lakosság változása | Lakosság változása | Lakosság változása | Lakosság változása | Lakosság változása | Lakosság változása | Lakosság változása | Lakosság változása | Lakosság változása | Lakosság változása | Lakosság változása | Lakosság változása | Lakosság változása | Lakosság változása | Lakosság változása |
| ------------------ | ------------------ | ------------------ | ------------------ | ------------------ | ------------------ | ------------------ | ------------------ | ------------------ | ------------------ | ------------------ | ------------------ | ------------------ | ------------------ | ------------------ | ------------------ |
| 1857               | 1869               | 1880               | 1890               | 1900               | 1910               | 1921               | 1931               | 1948               | 1953               | 1961               | 1971               | 1981               | 1991               | 2001               | 2011               |
| 219                | 228                | 233                | 268                | 302                | 313                | 305                | 335                | 331                | 331                | 349                | 379                | 1.167              | 1.594              | 1.783              | 1.800              |

## Nevezetességei
Az ivana rekai plébánia hivatalosan 1982. június 24-én kezdte meg tevékenységét Keresztelő Szent János ünnepén.. Szentmisét abban az ivanja rekai házban tartották, amelyet ugyanebben az évben vásárolt a plébánia számára a Zágráb érsekség, és amelyet kápolnává alakítottak át. A miséket és az egyszerűbb szertartásokat itt tartották, míg más egyházi rítusok színhelye továbbra is a resniki plébániatemplom volt. Mivel ez a hely nem volt megfelelő a szertartások végrehajtására, megkezdődtek az előkészületek a plébániatemplom építésére. Az előkészítő munka 1995-ben, az építkezés pedig 2000-ben kezdődött. Az első istentiszteletet az újonnan épült templomban 2003. december 25-én tartották a templom alagsorában. 2013 februárjában befejeződött a plébániatemplom belső kialakítása is, melyet Josip Bozanić bíboros, a zágrábi érsek szentelt fel 2013. június 23-án. 

## Oktatás
A resniki általános iskolát 1812-ben alapították, így Ivanja Reka gyermekei is ott vettek részt az oktatásban. Az 1930-as években a falu diákjai a közeli Sop iskolájaba jártak. A második világháború után az iskolát jogilag elkülönítették az egyháztól. 1947 folyamán a település lakosai önkéntes munkával átalakították az államosított majorépületet az általános iskola általános iskola igényeinek, ahol története során először tartottak tanórákat a településen. Sajnos ez az állapot csak 1947-től 1955-ig tartott. Az 1960-as évektől a tanulók ismét Resnikbe, majd 1968 és 1990 között Rugvicára jártak. Az 1990/91-es tanévtől 2019-ig a Zágráb-Volovčicai Fran Krsto Frankopan Általános Iskolában folyt az oktatásuk, az indulást és a visszatérést pedig iskolabusszal szervezték meg. 2019 szeptemberében hosszú évek várakozása után Ivanja Reka végre megkapta a modern és technológiailag jól felszerelt új iskolaépületet.

## Sport
Az NK Ivanja Reka labdarúgóklubot 1948-ban Crvena Zvezda néven alapították. Ezen a néven 1958-ig szerepelt, amikor beszüntette működését. 1968-ban Sloboda néven újraalapították és 1992-ig ezen a néven működött, amikor nevét NK Ivanja Rekára változtatták. A csapat jelenleg a zágrábi 2. ligában szerepel.

## Egyesületek
A település önkéntes tűzoltó egyesülete 1933-ban alakult.